# 鄧龍
鄧 龍（とう りゅう/とう りょう、生没年不詳）は、中国後漢末期の武将。黄祖に仕えた。
建安11年（206年）、数千人を率いて孫権領の柴桑へ侵攻したが、周瑜によって追討される。鄧龍は捕虜となり、呉郡へと送還された。

## 三国志演義
羅貫中の小説『三国志演義』では第38回で登場。建安13年（208年）の孫権の侵攻を、陳就と共に迎撃する。その水軍は千張以上の強弓・硬弩を擁し、一時は孫権軍を後退させた。
しかし甘寧配下の精鋭が突撃し、鄧龍・陳就軍の船を係留する綱を切断して混乱に陥れ、鄧龍は船に飛び移ってきた甘寧によって斬殺される。